# フンジブ人
フンジブ人（フンジブじん、フンジブ語: гьунзалъ , хунзалис , энзеби , унзо; アヴァル語: Гьунзисел; ロシア語: Гунзибцы;  英語: Hunzib people）とは、ロシア連邦のダゲスタン共和国に居住する少数民族である。

## 概要
ダゲスタンのチュンチンスキー地区に居住する民族で、約6千人が暮らしている。北東コーカサス語族のダゲスタン語派、ツェズ諸語（英: Tsezic）に属す無文字言語であるフンジブ語を話す。
アヴァール人の一派（さらに細かく言うと、アヴァール人の一派であるツェズ人の一派）として分類されている。
8世紀または9世紀頃からイスラム教スンニ派を信仰している。フンジブ人は歴史的にフンジアとも呼ばれ、現在のダゲスタンを13世紀から19世紀まで支配していたアヴァール・ハン国に居住していた。